# Ахундов, Ширали Бахшали оглы
Ахундов Ширали Бахшали оглы (тал. Ahundov Širali Bahšali zoa) (10 марта 1886, с. Рази-Гирдани/Хавзава, Ленкоранский уезд, Бакинская губерния, Российская империя — 23 мая 1960, Баку, Азербайджанская ССР, СССР) — талышский общественно политический деятель, революционер, Заместитель Председателя Краевого Совете Муганской Советской Республики, Председатель Ленкоранского уездного исполнительного коммитета, заместителем председателя Верховного Совета народного хозяйства Азербайджана, Председатель Союза рыболовецких коллективов Азербайджана.

## Биография
Ширали Ахундов родился 10 марта 1886 года в крестьянской семье в селе Рази-Гирдани/Хавзава Ленкоранского уезда. Начальное образование получил в сельской школе, а позже в трехклассной профессиональной школе в г. Ленкорани.
Еще совсем молодым он стал вести революционную работу среди крестьян. Был арестован как опасный революционер в 1908 году за участие в крестьянском движении и был приговорен к шести месяцам тюремного заключения.
Позже, до 1917 года руководил сельским кооперативом. И еще раз отбыл тюремное заключение за «подстрекательство» крестьян к отказу платить подати помещикам.
В середине 1917 года Ширали по заданию партии отправился на Мугань для установления связи с большевистской организацией.
В конце 1918 года по заданию партии устроился в Ленкорани председателем Муганского центрального кооператива. И через кооператив, под видом товаров, получал из Баку оружие, подпольную большевистскую литературу. Через кооператив поступали также шифрованные телеграммы. Например, слова «заготовить муку» означали — вооружите людей, «заготовить горох» — побольше закупите патронов, «заготовьте чеснок» — приобретайте пулеметы и т. д.
В марте 1919 года Ахундов вступил в ряды большевистской партии, а когда на Мугани победила Советская власть, Ш. Ахундов вошел в состав Ленкоранского Совета.
В 1919 году Ширали Ахундов стал техническим секретарем Персидской КП «Адалят».

### Период Муганской Советской Республики
24 апреля 1919 года в Ленкорани, под руководством Военно-революционного Комитета связи с Муганью началось вооруженное восстание. Накануне выступлений красных партизан был разработан план захвата ключевых позиций города: помещения Краевой управы, штаба войск, радиостанции, морского агентства, составлен список деникинских офицеров и других контрреволюционеров, подлежащих немедленному аресту. Утром 25 апреля 1919 г. Военно-революционный Комитет обратился к населению Мугани с воззванием. В нем разъяснялось значение вооруженного восстания, подчеркивалась контрреволюционная роль Краевой управы, находившейся под влиянием деникинца Дубянского, «чуть было не вовлекшего Мугань в деникино-азербайджанский (мусаватский. — А. П.) фронт» против Советской республики России.
В эти дни в Ленкорань по поручению Кавказского Краевого Комитета партии была переброшена из Баку новая группа партийных и военных работников. Туда прибыли Бахрам Агаев, Горлин (И. Талахадзе), Отто Лидак, Н. Тутышкин, Наумов, Г. Садовников и другие. Они влили свежие силы в революционные организации Мугани.
Большое значение придавал Комитет связи предстоящему чрезвычайному съезду представителей сёл революционной Мугани. Готовясь к съезду, назначенному на 15 мая, Комитет обратился к населению Мугани призывая делегировать на созываемый съезд своих представителей. Съезд должен был установить формы правления и избрать законное правительство, которое отвечало бы всем запросам момента и явилось бы истинным выразителем воли трудящихся всей Мугани.
На призыв Комитета отозвались трудящиеся крестьяне сёл, расположенных поблизости от Ленкорани, — Дыгя, Гирданы, Герматук, Алексеевка, Бурджалы, Вель, Камышовка и сёл, находящихся в Южной Мугани, — Пушкино, Григорьевка, Привольное, Андреевка, Новоголовка, Котляревка, Барятинка, Грибоедовка и другие. Организованно выбирали на съезд Советов крестьяне сёл Астаринского участка: Кум, Гилякеран, Рудакенаруд, Селякеран, Тангеруд, Арчевань. Своих делегатов на съезд избрали и жители отдаленных пограничных сёл горного Лерика.
15 мая 1919 года в Ленкорань— центр Советского края Мугани, на чрезвычайный съезд Советов съехались делегаты трудового крестьянства всей Мугани. Были избраны члены в Президиума съезда Советов. Выступающие говорили, что Мугань отныне должна стать неотъемлемой частью Советской России, что красногвардейцы и партизаны будут с оружием в руках защищать её от мусаватских и белогвардейских банд. Чрезвычайный съезд Советской Мугани, продолжавшийся четыре дня, принял решения по всем вопросам своей повестки. Главным из них являлось провозглашение Мугани Советской республикой, неотъемлемой, частью РСФСР.
На заключительном заседании, состоявшемся 18 мая 1919 года съезд избрал Муганский Краевой Совет крестьянских рабочих и красноармейских депутатов. Краевой Совет был избран в составе 35 человек. В числе депутатов Краевого Совета были избраны такие авторитетные среди населения Ленкоранского уезда работники, как Ширали Ахундов, Давыд Чиркин, Игнат Жириков, Джангир Муллаев, Таргули Байрамов, Курбан Гусейнов, Мамедали Алекперов, Иван Сурнин, Яков Гранкин, Федор Матвеев, Иван Самотоёв, Константин Валуев, Савелий Зыбин.
Председателем Краевого Совета был избран один из активных руководителей партизанского движения на Мугани, видный участник революционного восстания Ленкорани Давыд Данилович Чиркин; его заместителем съезд утвердил одного из работников Ленкоранского отделения кооперативного общества «Самопомощь» — Ширали Ахундова.
Также Ширали Ахундов, как опытный сотрудник в организации сельского хозяйства, рыбного дела, вошёл в состав Краевого Совета народного хозяйства.
Ширали Ахундов также осуществлял переговоры с талышскими качагами, с целью переманить их на сторону советской власти. Его переговоры с одним из сильнейших талышских качагов, Юнусом Аббасовым (Разговским) из деревни Разгов переманили его на сторону советской власти, и после Юнус становится комиссаром Зувандского района. Ахундов также сообщил о содержании своих переговоров с известным талышским разбойником Ибрагим-Халилом из Шах-Агача, который заявлял о готовности «сдаться бакинским большевикам», если они защитят от персидских разбойников и установят твердую власть.
После падения Советской Муганской Республики 23 июля 1919 года Ширали вместе со своим боевым товарищем большевиком Бочарниковым на лодке вышел в море. Иного пути в Астрахань для связи с С. М. Кировым и Н. Наримановым не было. И они преодолели Каспий.
Нариман Нариманов тепло встретил большевика, расспросил о делах, а потом попросил его вернуться на Мугань с целью подготовить крестьянские массы к последнему, решительному бою против буржуазно-помещичьего ига. И Ширали вернулся и создал партизанский отряд.

Из воспоминаний Ширали Ахундова: 
Мы организовали Советское правительство — «Муганский Краевой Совет». В его состав входило 35 человек: И. Ульянов, И. Жириков, Ф. Матвеев, И. Пономарев, Б. Агаев, Орлов, Гранкин, А. Акперов, Ломакин и др. Председателем Краевого Совета был избран Д. Чиркин, заместителем председателя — я. Центром правительства была Ленкорань.
Однако, не имея оружия в достаточном количестве, мы были вынуждены через 3 — 4 месяца временно отступить и сдать Ленкорань.
Осенью 1919 г. я и Бочарников выехали в Советскую Астрахань, чтобы связаться с тт. С. М. Кировым и Н. Наримановым. В Астрахани я встретился с Н. Наримановым, Г. Мусабековым, Д. Буниатзаде, Г. Султановым и др.

Мы пробыли там семь дней, затем С. М. Киров и Н. Нариманов поручили нам вернуться обратно, дав наказ усилить работу среди крестьян, поднимать их против ханов, беков, мусаватского правительства.
После установления Советской власти в Азербайджане в 1920 году, в мае того же года, Ширали Ахундов был избран председателем Ленкоранского уездного исполнительного комитета. В 1924 году он был председателем Совета народного хозяйства Азербайджанской ССР. В 1925—1927 годах Ширали Ахундов был председателем Губинского исполнительного комитета, а во второй раз в 1927—1929 годах — председателем Ленкоранского уездного исполнительного комитета. В 1920—1937 годах Ахундов избрался членом Центрального комитета компартии Азербайджана, членом Закавказского Центрального Исполнительного Комитета.
В 1929 году Музаффар Насирли и Шохуб Мурсалов для талышских школ выпустили книгу “İminci Kitob” («Первая книга»), тиражом 2000 штук. Редактором при выпуске этой книги выступил Ширали Ахундов.

### Арест и политическая репрессия
В 1938 году Ширали Ахундов был арестован органами НКВД и обвинен, как участник «Ленкоранского филиала к-р националистической и повстанческо-террористической организации», ставящей «целью отторжение Ленкорани от Азербайджана» и создание «Талышской автономии» и отправлен в ссылку как бывший революционер.
Ширали Ахундов также сталкивался с талышским поэтом Зульфугаром Ахмадзаде. Ширали Ахундова вынудили дать показания против З. Ахмедзаде, во время пыток с его правой ноги сняли кожу. Ширали Ахундов, претерпевая пытки, сообщил: «В 1936 году я случайно встретил З. Ахмадзаде. Он сообщил мне, что является членом секретной организации, возглавляемой Беюкага Мирсалаевым и хотел чтобы я присоединился к ним. Целью организации также было отделение Талышской области от Азербайджана.» По словам Ахундова: «он случайно встретился с З. Ахмедзаде несколько дней спустя. Зульфугар поручил ему направить двух молодых людей в Талыш для пропаганды и что его целью было отделение территории Талыша от Азербайджана». По этому обвинению было возбуждено уголовное дело против З. Ахмедзаде.
Как только раны Ширали Ахундов зажили, он письменно заявил, что оклеветал З. Ахмедзаде чтобы избавиться от пыток: «Меня пытали и заставили оклеветать З. Ахмедзаде. Мои показания были ложными».
Реабилитирован был до 1958 года и вернулся только после смерти Сталина. Многие большевики Муганских событий стали жертвами репрессий. Их назвали «врагами народа» и арестовали в 1937—1938 годах. Некоторых застрелили в Баку, а некоторых отправили в ссылку. Только четыре человека вернулись из ссылки: Ахундов Ширали, Самедзаде Искендер, Садыгов Хашим и Шефер Фридрих. Их здоровье было подорвано и поэтому они не прожили долго и через два-три года умерли.
Ферма в селе Хавзава и средняя школа № 1 города названы в честь Ширали Ахундова. В городе Ленкорани есть улица его имени. Могила его находится на Аллее Почётного захоронения в городе Баку. В родном селе Ширали Ахундова Хавзаве установлен памятник в честь него.

### Редакторство
- “İminci Kitob” («Первая книга»), Баку, 1929 год;